# Pittsburgh Hornets
Pittsburgh Hornets byl profesionální americký klub ledního hokeje, který sídlil v pensylvánském městě Pittsburgh. Tým v roce 1936 vznikl přesídlením klubu Detroit Olympics (ten hrál nižší soutěže v letech 1927-1936) a v tom samém roce byl jedním ze zakládajících mužstev AHL, v které působil do roku 1956. Své domácí zápasy hrál v aréně Duquesne Gardens. V roce 1961 se při příležitosti otevření nového stadionu Civic Arena opět celek obnovil a odehrál šest sezon. Mužstvo působilo jako farma klubů NHL Detroit Red Wings (včetně předchozího působiště 1927-45 a 1961-67) a Toronto Maple Leafs (1946-56). Třikrát se klub radoval z titulu v AHL - původní v letech 1952 a 1955 a obnovený v roce 1967. Mezi známé hráče, kteří klubem prošli, patří například Rudy Migay nebo Gerry Cheevers.
Celek definitivně ukončil působnost v roce 1967 po zisku posledního Calder Cupu, když uvolnil Civic Arenu nově vzniklým Pittsburgh Penguins. Tento celek působí v NHL dodnes, arénu opustil v roce 2010.

## Úspěchy klubu
- Vítěz AHL - 3x (1951/52, 1954/55, 1966/67)[1]
- Vítěz základní části - 3x (1951/52, 1954/55, 1966/67)
- Vítěz divize - 4x (1951/52, 1954/55, 1963/64, 1966/67)

## Klubové rekordy
Góly: 130, John "Peanuts" O'Flaherty a Bob Solinger
Asistence: 253, Frank Mathers
Body: 319, John "Peanuts" O'Flaherty
Trestné minuty: 442, Pete Backor
Sezon: 9, Pete Backor
Odehrané zápasy: 534, Pete Backor